# Cruiser Mk I
I Cruiser Mk I (A9) furono i primi carri armati incrociatori (cruiser) britannici e furono in servizio presso la Royal Army nei primi anni della seconda guerra mondiale.

## Sviluppo
Gli A9 vennero inizialmente sviluppati per sostituire i carri medi Vickers Mk III a causa del loro costo troppo elevato. Nel 1934 infatti, lo stato maggiore del British Army aveva emanato un bando per la realizzazione di un carro con la medesima potenza di fuoco del Mk III ma più economico per la produzione in serie. La soluzione fu trovata da Sir John Carden della Vickers-Armstrongs, il quale diminuì il peso del carro Mk III per permettere l'utilizzo di motori più piccoli già in produzione di serie. Ciò evitava la realizzazione di motori appositamente realizzati per i precedenti veicoli, utilizzando invece i propulsori AEC A179 da 9,64 litri.
Nel 1936 furono eseguiti vari test, ma il nuovo carro dal peso di tre tonnellate aveva problematiche alle sospensioni e aveva la tendenza ad affondare nel terreno. Per questo la Vickers, prima di metterlo in produzione nel 1937, si prodigò per un anno nella risoluzione di questi difetti.
Inizialmente furono prodotti 50 Mk I, ma alla fine si raggiunse il numero di 125 carri, 50 prodotti dalla Vickers, e altri 75 dalla Harland and Wolff (dal momento che la Vickers si stava concentrando sulla produzione del Cruiser Mk II). La produzione del Mk I rimase limitata in quanto la Vickers, su indirizzo del ministero della guerra, si mosse per la realizzazione di un nuovo modello di Cruiser, il Cruiser Mk III.
Nel 1938 il nuovo carro fu ufficialmente denominato Cruiser Mark I. Era il primo carro armato britannico ad avere la torretta azionata da un motore, anche se il puntamento dell'arma principale era ancora manuale. La medesima torretta ospitava una mitragliatrice Vickers calibro .303 British, mentre altre due erano alloggiate in torrette ausiliarie nella parte anteriore del carro.

## Varianti

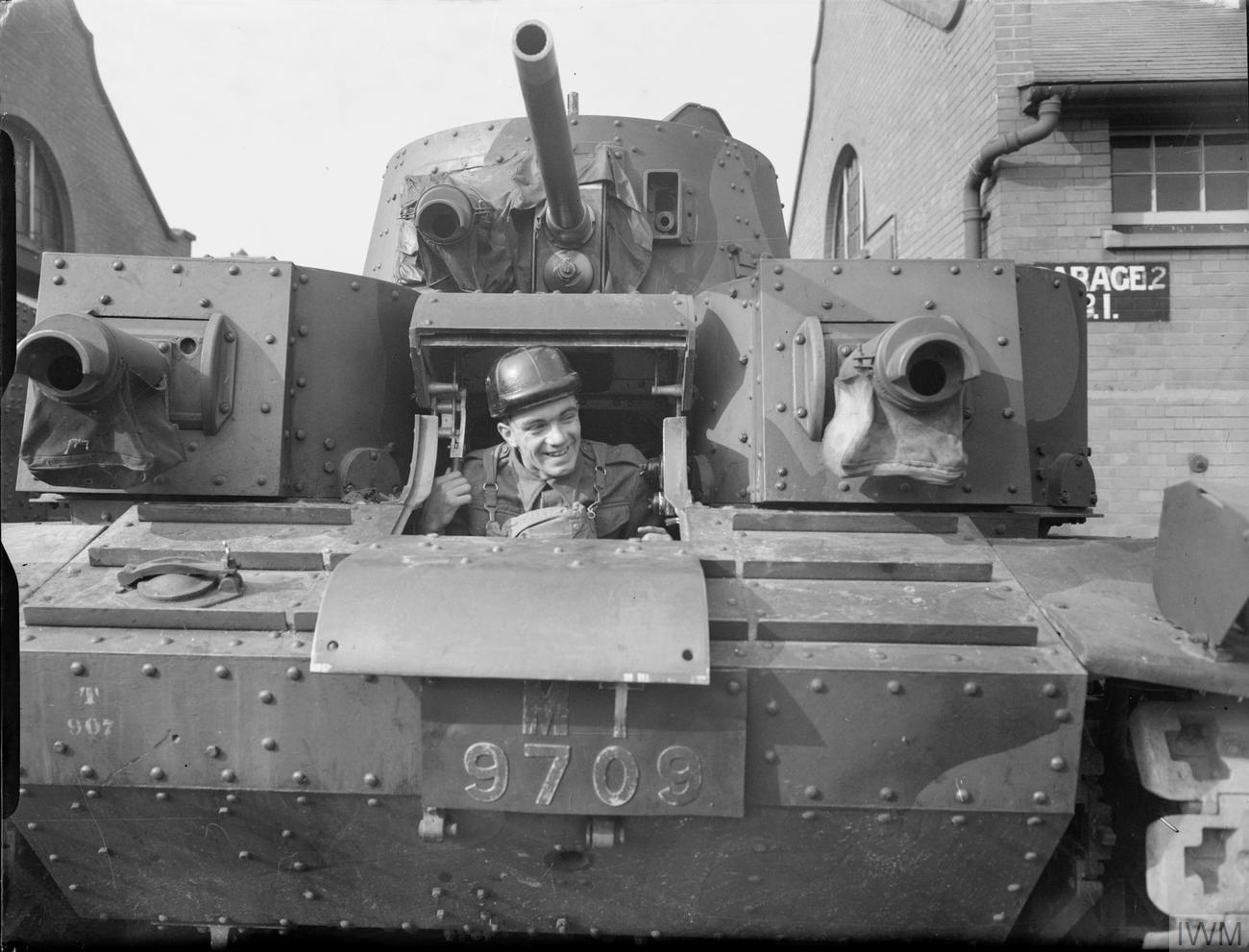
Pilota in addestramento su Cruiser Mk I nel 1940.

- Mark I (A9): schierato dalla 1st Armoured Division nella battaglia di Francia (1940). Usata dalla 2nd e 7th Armoured Division nella campagna del Nordafrica fino al 1941.
- Mark I CS: versione da supporto ravvicinato ("Close Support") alla fanteria. Armata con obice QF 3.7 inch L/15 da 94 mm in luogo del cannone da 2 libbre. Riserva di 40 colpi, compresi fumogeni.

## Impiego operativo
Il 3 settembre 1939 erano operativi 77 Cruiser, ma diventarono 117 nel mese di ottobre e 158 nel maggio 1940. Proprio in quel periodo iniziò la propria attività bellica. Venne schierato nella prima divisione corazzata assieme ai A10 e Mk III A13, Alcuni carri del 3rd Royal Tank Regiment furono stanziati presso Calais, dove furono annientati. Altri carri vennero sbarcati a Cherbourg, dove parteciparono ad una fallimentare offensiva sul fronte del fiume Somme. Dopo il contrattacco tedesco, ciò che rimaneva della prima divisione corazzate fu costretta a ritirarsi nuovamente a Cherbourg.
Alcuni Cruiser vennero schierati anche in Egitto nel 1939, incorporati nel 6th Royal Tank Regiment. Allo scoppio delle ostilità con l'Italia, tutti i quattro reggimenti della divisione corazzata erano dotati di uno squadrone misto di Cruiser A9, A10 e A13. All'inizio di settembre, il sesto reggimento venne rinforzato dall'arrivo del 2nd Royal Tank Regiment, anch'esso dotato di carri Cruiser misti. Questi carri parteciparono in piccole quantità alle battaglie di Sidi Barrani, Beda Fomm e all'Operazione Battleaxe.
Durante la battaglia di Sidi Barrani i Cruiser furono utilizzati per annientare il fianco dello schieramento italiano, portarsi alle sue spalle ed impedire l'afflusso di rinforzi al fronte, mentre a Beda Fomm vennero impiegati per impedire la ritirata delle truppe italiane.
Durante Battleaxe, i Cruiser avevano il compito di sfondare il fianco meridionale della linea difensiva del generale Rommel, catturare Ridge Hafid e dirigersi verso Tobruch. Gli A9 e gli A10 sono stati utilizzati per lo sfondamento iniziale, seguiti dagli A13, ma furono respinti. Ciò determinò il loro allontanamento dal servizio in prima linea.